# Élections générales albertaines de 1921
L'élection générale albertaine de 1921 est la 5e élection générale dans la province canadienne de l'Alberta depuis sa création en 1905. Elle se déroule le 18 juin 1921 dans le but d'élire les députés de la 5e législature à l'Assemblée législative de l'Alberta.
Le Parti libéral de l'Alberta, dirigé par Charles Stewart et qui avait gouverné la province depuis sa création en 1905, est défait, à la surprise générale, par les United Farmers of Alberta, un organisme de lobby agricole qui participait à sa première élection. La UFA n'a aucun chef, et son président, Henry Wise Wood, refuse de prendre le poste de premier ministre. Le troisième choix de la UFA, son vice-président Herbert Greenfield, accepte le poste et se fait élire à l'Assemblée législative par une élection partielle.
En fait, les libéraux remportent une plus grande part du vote populaire (environ 34 % contre les 29 % de la UFA). Les chiffres du vote populaire ne représentent toutefois pas le nombre réel d'électeurs, puisque les électeurs urbains pouvaient voter 5 fois à Calgary et Edmonton et 2 fois dans Medicine Hat, puisque ces circonscriptions élisaient 5 et 2 sièges respectivement, tandis que les électeurs ruraux n'avait qu'un seul vote pour tous les autres circonscriptions sous le mode de scrutin uninominal majoritaire à un tour. Les United Farmers ne présentent aucun candidat dans Calgary ou Edmonton et ne profitent donc pas de l'avantage du vote urbain.

## Résultats
| Parti                      | Parti               | Chef                | # de candidats | Sièges | Sièges | Sièges  | Voix    | Voix    | Voix     |
| Parti                      | Parti               | Chef                | # de candidats | 1917   | Élus   | % Diff. | #       | %       | % Diff.  |
| -------------------------- | ------------------- | ------------------- | -------------- | ------ | ------ | ------- | ------- | ------- | -------- |
|                            | United Farmers      | Herbert Greenfield  | 45             |        | 38     |         | 86 250  | 28,92 % |          |
|                            | Libéral             | Charles Stewart     | 61             | 34     | 15     | -67,6 % | 101 584 | 34,07 % | -14,07 % |
|                            | Ouvrier             |                     | 10             | -      | 4      |         | 33 987  | 3,17 %  | +7,87 %  |
|                            | Indépendant         | Indépendant         | 18             | 2      | 4      | +100 %  | 28 794  | 9,66 %  | +3,83 %  |
|                            | Conservateur        |                     | 13             | 19     | -      | -100 %  | 32 734  | 10,98 % | -30,81 % |
|                            | Ouvrier indépendant | Ouvrier indépendant | 7              |        | -      |         | 10 733  | 3,06 %  |          |
|                            | Ouvrier socialiste  |                     | 2              |        | -      |         | 2 628   | 0,88 %  |          |
|                            | Libéral indépendant | Libéral indépendant | 1              |        | -      |         | 1 467   | 0,49 %  |          |
| Total                      | Total               | Total               | 157            | 58     | 61     | +5,2 %  | 298 177 | 100 %   |          |
| Source : Elections Alberta |                     |                     |                |        |        |         |         |         |          |

## Source
- (en) Cet article est partiellement ou en totalité issu de l’article de Wikipédia en anglais intitulé « Alberta general election, 1921 » (voir la liste des auteurs).